# Dichiarazione di nullità del sacramento del matrimonio
Con dichiarazione di nullità del sacramento del matrimonio si intende quel riconoscimento legale ad opera del tribunale ecclesiastico che, in virtù del diritto canonico cattolico, riconosce la nullità del sacramento del matrimonio. 
Comunemente si parla di "annullamento della Rota", o addirittura di "divorzio cattolico", ma tecnicamente si tratta di un "riconoscimento di nullità". Infatti secondo la dottrina cattolica il matrimonio è uno e inscindibile, pertanto non possono sussistere motivi di annullamento o risoluzione del matrimonio stesso. Se invece viene verificata ex post la sussistenza di una causa di nullità, tale da viziare la validità del matrimonio contratto, il tribunale riconosce la nullità del vincolo e dichiara lo scioglimento dei coniugi dai diritti e dagli obblighi di coniugio.

## Tribunale competente
Per intentare una causa di nullità matrimoniale, uno dei due coniugi deve rivolgersi ad un tribunale ecclesiastico. In genere il tribunale a cui rivolgersi è il tribunale diocesano; fanno eccezione le diocesi dell'Italia, dove la Conferenza episcopale italiana ha eretto 18 tribunali regionali e ha stabilito che soltanto questi tribunali sono competenti per le cause di nullità matrimoniale. 
Il primo tribunale a cui ci si rivolge viene chiamato tribunale di primo grado.
Il coniuge che fa partire la causa (chiamato dal diritto "attore") può scegliere il tribunale a cui rivolgersi in base a quattro criteri:
- il tribunale del luogo dove fu celebrato il matrimonio;
- il tribunale del luogo di domicilio dell'attore;
- il tribunale del luogo di domicilio dell'altro coniuge (chiamato "convenuto");
- il tribunale del luogo dove di fatto si dovrà raccogliere la maggior parte delle prove.

## Motivi di nullità
Nell'individuazione delle cause di nullità sono certamente ammesse ragioni legate alla natura spirituale del vincolo e perciò la mera formalità di una pur corretta conduzione di un ménage matrimoniale può ben essere vinta da un'analisi sostanziale che disveli che alla forma non era conseguita sostanziale corretta ricezione spirituale del sacramento da parte di uno o entrambi i coniugi.
Il tribunale non dichiara inefficace un matrimonio, poiché non ha il potere di annullare un sacramento; stabilisce se un matrimonio era nullo in partenza (nullità "ab initio"), se un matrimonio realmente non c'è mai stato, e questo perché esisteva almeno una condizione da non renderlo tale. 
Ad esempio, in presenza di un matrimonio combinato, in cui l'unione non è frutto di una libera scelta dei coniugi, nonostante la cerimonia e che questo sia rato e consumato, questi coniugi non sono mai stati sposati.
Il vizio di nullità può essere riconosciuto anche in fatti preannunciati o precedenti al matrimonio, caso tipico essendone la mancanza di alcune condizioni oggettive ritenute in dottrina essenziali al buon esito del legame. Sono i cosiddetti "impedimenti dirimenti", resi celebri ne I promessi sposi da Don Abbondio che ne riassume a Renzo la sequenza: «Error, conditio, votum, cognatio, crimen, Cultus disparitas, vis, ordo, ligamen, honestas, Si sis affinis, ...».
L'amministrazione del sacramento matrimoniale non ha l'effetto di unire i coniugi in un vincolo davanti a Dio se manca la volontà e la consapevolezza di contrarre gli impegni che derivano da un matrimonio religioso e di farlo insieme all'altro coniuge. Questi impegni riguardano principalmente i cosiddetti tria bona matrimonii, ovvero bonum sacramenti (indissolubilità del vincolo coniugale), bonum prolis (apertura alla nascita di figli), bonum fidei (accettazione del vincolo esclusivo di fedeltà all'altro coniuge), ma si considerano anche l'accettazione della sacramentalità del vincolo ed il cosiddetto bonum coniugum.
Il diritto canonico individua altri casi in cui è lecita la dichiarazione di nullità, fra i quali: matrimonio imposto contro la volontà di uno o entrambi i coniugi; incapacità psicologica di effettuare una vera scelta coniugale ed incapacità psicologica di adempiere agli obblighi sopra ricordati; sono poi considerati capaci di viziare la regolarità del vincolo la condizione e l'errore al momento del consenso. La funzione riproduttiva connessa al matrimonio cattolico consente l'ammissibilità di istanze fondate sulla mancata consumazione materiale dello stesso. 
Le persone il cui matrimonio religioso è stato riconosciuto nullo dal Tribunale Apostolico della Romana Rota sono libere di risposarsi una seconda volta in forma religiosa, anche se ad alcune di esse può essere comminato un divieto amministrativo a contrarre nuove nozze senza il consenso della Curia di appartenenza. Per la Chiesa cattolica la nullità significa che matrimonio non vi è stato, pertanto esse non sono mai state sposate prima e sono quindi libere di creare un nuovo legame.
Le istanze di dichiarazione di nullità del matrimonio sono in genere informalmente inoltrate al vicario giudiziale della propria diocesi, che provvede ad indirizzare gli interessati nell'addizione della procedura. Presso il Tribunale Apostolico della Rota Romana è tenuto un albo degli avvocati rotali, che possono patrocinare in ogni tribunale ecclesiastico senza limiti di territorialità.
Di seguito sono elencati più specificamente i vari motivi di nullità che sono contemplati dal codice di diritto canonico (in latino Codex iuris canonici - c.i.c.):
L'impotenza (can. 1084 c.i.c.)
L'impedimento di impotenza, disciplinato dal can. 1084 del codice di diritto canonico (c.i.c.) attiene all'incapacità, sia per l'uomo che per la donna, di porre in essere l'atto sessuale per cause di diversa natura organica, ad esempio per l'uomo incapacità di erezione del membro o per la donna il vaginismo, ovvero di natura funzionale, quando l'impotenza deriva da cause psichiche. Per rendere nullo il matrimonio la norma stabilisce che l'impotenza copulativa deve essere antecedente al matrimonio nonché perpetua, sia da parte dell'uomo sia da parte della donna, sia nei confronti di qualsiasi soggetto (assoluta), sia nei confronti solo del proprio partner (relativa). Si dice perpetua l'impotenza che non è guaribile se non con mezzi illeciti o straordinari che, ad esempio, possano mettere a repentaglio anche la vita dello stesso paziente. Occorre distinguere infatti la perpetuità canonica dalla perpetuità medica.
Se l'impedimento di impotenza è dubbio, sia per dubbio di diritto sia per dubbio di fatto, il matrimonio non deve essere impedito né, stante il dubbio, dichiarato nullo.
La sterilità né proibisce né dirime il matrimonio, a meno che la parte sterile abbia nascosto dolosamente la sua condizione al coniuge, il quale, se avesse saputo della sterilità, non avrebbe acconsentito a contrarre matrimonio.
Il canone 1095 CIC raccoglie i vizi del consenso.
Incapacità per insufficiente uso di ragione (can. 1095 n. 1 c.i.c.)
Sono incapaci a contrarre matrimonio coloro che mancano di sufficiente uso di ragione. L'uso di ragione indicato al numero 1 del can. 1095 attiene alla natura dell'atto presente quando per un motivo contingente la parte non abbia sufficiente ragione per comprendere il patto matrimoniale che sta per concludere. In quel momento il nubente non ha il dominio congiunto e armonico delle sue facoltà sensitive, appetitive, intellettive e volitive, necessario a far sì che il suo atto di contrarre sia atto umano (Villadrich). Questo può avvenire a causa ad esempio di assunzione di farmaci, alcool, ovvero sostanze stupefacenti. 
Incapacità per difetto di discrezione di giudizio (can. 1095 n. 2 c.i.c.)
L'incapacità consensuale attiene anche coloro che difettano gravemente di discrezione di giudizio circa i diritti e i doveri matrimoniali essenziali da dare e accettare reciprocamente. Il soggetto in questo caso non è in grado di valutare dal lato pratico, gli effetti del matrimonio che sta per contrarre, sia in relazione a se stesso sia in relazione al coniuge. 
Incapacità per cause di natura psichica (can. 1095 n. 3 c.i.c.)
Attiene coloro che per cause di natura psichica, non possono assumere gli obblighi essenziali del matrimonio. Dette cause rientrano in psicopatologie che l'antropologia richiede essere serie. Non bastano infatti delle semplici difficoltà insorte tra i coniugi per dichiarare la nullità del matrimonio. Giova riportare una celebre espressione di Giovanni Paolo II: “Il fallimento dell'unione coniugale non è mai in sé una prova per dimostrare tale incapacità dei contraenti, i quali possono avere trascurato, o usato male, i mezzi sia naturali che soprannaturali a loro disposizione, oppure non avere accettato i limiti inevitabili ed i pesi della vita coniugale, sia per blocchi di natura inconscia, sia per lievi patologie che non intaccano però la sostanziale libertà umana. Una vera incapacità è ipotizzabile solo in presenza di una seria forma di anomalia che comunque si voglia definire, deve intaccare sostanzialmente la capacità di intendere o volere del contraente.” Il criterio di valutazione dell'incapacità psichica fonda la sua essenza sull'indisponibilità sostanziale di intelligenza o volontà da parte del soggetto nell'attuare il proprio comportamento, laddove esso sia lesivo di qualche obbligo essenziale dello stato coniugale.
Le cause di natura psichica possono essere varie tra cui: il narcisismo, il transessualismo, il lesbismo, la ninfomania, il voyeurismo, il sadismo, il masochismo, la noncuranza o negligenza strafottente (“menefreghismo”), il satirismo, l'alcolismo cronico, la tossicodipendenza, il travestitismo etc.
Ignoranza (can. 1096 c.i.c.)
Questo è un capo di nullità ormai rarissimo ai nostri tempi di società globalizzata. Perché possa esserci un valido consenso matrimoniale, è necessario che i contraenti almeno non ignorino che il matrimonio è la comunità permanente tra l'uomo e la donna, ordinata alla procreazione della prole mediante una qualche cooperazione sessuale. Tale ignoranza non si presume dopo la pubertà. Corre l'obbligo di osservare che le norme di diritto canonico sono state date per ogni tipo di società che esiste sul nostro mondo e dunque vanno ad interessare anche popoli in cui tale tipo di ignoranza potrebbe ancora incontrarsi.
Errore (can. 1097 § 1 e § 2 c.i.c.)
L'errore è una falsa conoscenza della realtà per cui la volontà di un atto dipende dalla convinzione dell'esistenza di una situazione di fatto che in realtà non esiste. L'errore di persona (can. 1097 § 1 c.i.c.) rende invalido il matrimonio laddove ad esempio: "pensavo di sposare il Tizio, invece ho sposato Caio".
L'errore circa una qualità della persona (can. 1097 § 2 c.i.c.), quantunque sia causa del contratto, non rende nullo il matrimonio, eccetto che tale qualità sia intesa direttamente e principalmente. Un esempio classico è quello del coniuge che contrae matrimonio con il partner che ritiene (erroneamente), essere medico laureato in medicina e proprio questa qualità di medico ha determinato principalmente e direttamente il suo consenso. Ai fini della dichiarazione di nullità occorre distinguere che l'errore cada sulla sostanza e non sulla persona. La nullità ha luogo pertanto nel caso in cui il coniuge ha inteso: "Voglio sposare un farmacista, che ritengo essere Tizio". Diverso sarà invece il caso: "Voglio sposare Tizio, che ritengo essere un farmacista". Nel secondo caso l'errore ricade sulla persona e non sulla sostanza e dunque il matrimonio sarà valido.
L'errore circa l'unità o l'indissolubilità o la dignità sacramentale del matrimonio non vizia il consenso matrimoniale, purché non determini la volontà. Ad esempio Tizio sposa Caia solo sul presupposto (erroneo) che il matrimonio non sia indissolubile ovvero che non sia un sacramento e che, in qualsiasi momento potrà riacquistare la propria libertà tramite il divorzio risposandosi con un'altra persona.
Dolo (can. 1098 c.i.c.)
Il dolo è un vero e proprio inganno voluto coscientemente, relativo ad una qualità particolare che viene ordito nei confronti della comparte per estorcergli il consenso nuziale. Il codice stabilisce che contrae invalidamente chi celebra il matrimonio, raggirato con dolo ordito per ottenerne il consenso, circa una qualità dell'altra parte, che per sua natura può perturbare gravemente la comunità di vita coniugale. L'inganno può essere ordito sia dall'altro coniuge sia da terze persone diverse dal coniuge, come ad esempio suoi parenti.
Simulazione - o esclusione (can. 1101 c.i.c.)
La simulazione è una difformità tra volontà interna e manifestazione esterna. Il codice stabilisce che il consenso interno dell'animo si presume conforme alle parole o ai segni adoperati nel celebrare il matrimonio. Ma se una o entrambe le parti escludono con un positivo atto di volontà il matrimonio stesso, oppure un suo elemento essenziale o una sua proprietà essenziale, contraggono invalidamente. La simulazione viene detta anche esclusione.
Si ha la simulazione totale quando il contraente esclude il matrimonio nella sua totalità interpretando il rito del matrimonio in realtà una rappresentazione teatrale. In questo caso il simulante esclude sia le proprietà che gli elementi essenziali del matrimonio.
L'esclusione dell'indissolubilità si verifica quando il contraente manifesti una riserva mentale per cui escluda l'indissolubilità del matrimonio ritenendo di potere divorziare qualora le cose non vadano bene durante la vita coniugale.
L'esclusione della prole attiene alla volontà di procreare dei figli nel corso del matrimonio. In questo caso occorrerà esaminare attentamente se l'uso di metodi anticoncezionali sia finalizzato ad una procrastinazione della procreazione ovvero ad una esclusione assoluta della volontà di avere figli per un'avversione, perché ritenuta un onere superiore alle proprie forze in attesa di una certa posizione economica.
L'esclusione dell'unità coniugale ammette la possibilità di avere delle relazioni sessuali con altre persone diverse dal coniuge in corso di matrimonio. Si nega pertanto l'esclusività della donazione di sé al coniuge.
L'esclusione della dignità sacramentale si ha quando il contraente esclude che il patto matrimoniale sia esso stesso sacramento. Egli vuole il matrimonio ma esclude il sacramento, e se il matrimonio dovesse essere sacramento, rifiuta il matrimonio stesso.
Condizione (can. 1102 c.i.c.)
La condizione è una circostanza esterna da cui dipende l'efficacia di un atto giuridico. Non si può contrarre validamente il matrimonio sotto condizione futura mentre il matrimonio celebrato sotto condizione passata o presente è valido o no, a seconda che esista o no il presupposto della condizione. Pertanto nel caso in cui il contraente ritenga: "ti sposo a condizione che tu sia un avvocato (condizione presente) oppure a condizione che tua abbia fatto il liceo artistico (condizione passata)” il matrimonio sarà valido se effettivamente nel momento della celebrazione il coniuge è avvocato o se a suo tempo si è diplomato presso il liceo artistico.
Non sarà invece valido ad es. il matrimonio in cui viene posta la condizione: “ti sposo a patto che entro due anni dal matrimonio farai abitare mia madre anziana in casa nostra". In questo modo il legislatore ha cercato di evitare dei vincoli futuri e dunque, ancora incerti, al volontario consenso matrimoniale.
Timore - o Metus (can. 1103 c.i.c.)
Il timore è la trepidazione o l'inquietudine dell'animo a causa di un pericolo immediato o futuro. È invalido il matrimonio celebrato solo per violenza o timore grave incusso dall'esterno, anche non intenzionalmente, per liberarsi dal quale uno sia costretto a scegliere il matrimonio. Solo il timore grave incusso dall'esterno invalida il matrimonio. In caso di timore reverenziale il matrimonio non è nullo a meno che detto timore reverenziale non sia rivestito di gravità, nel qual caso potrebbe dare adito a nullità.
La forma canonica (cann. 1108 e seg. c.i.c.)
Il sacerdote che non abbia i requisiti formali di delega per assistere al matrimonio può determinare una causa di nullità per difetto di forma canonica.

## Sentenza esecutiva
A seguito della riforma voluta da papa Francesco dell'8 dicembre 2015 la dichiarazione di nullità del matrimonio religioso ha effetto immediato dopo la sentenza di primo grado (precedentemente occorreva la doppia sentenza conforme cioè se la prima istanza si concludeva in modo affermativo, era comunque necessario appellarsi in seconda istanza per ottenere una seconda sentenza affermativa; se le prime due sentenze non erano conformi, era necessaria una terza sentenza per dirimere la questione). Tuttavia la parte che si ritiene onerata ha la facoltà di appellare la sentenza di prima istanza e dunque si riapre un nuovo processo in grado di appello. 
Per ottenere una sentenza esecutiva bisogna dunque percorrere diversi gradi di processo:
- primo grado: presso i tribunali territoriali (in Italia sono tribunali regionali);
- secondo grado:
  - presso i tribunali territoriali (in Italia i tribunali regionali di primo grado appellano in secondo grado presso un tribunale regionale vicino, già stabilito dal diritto)
  - oppure, a scelta dell'attore, presso il Tribunale della Rota Romana (detto impropriamente "Sacra Rota"): servirsi di questo tribunale può risultare più difficile (soprattutto per persone che abitano lontano da Roma e dall'Italia) e più oneroso rispetto ai tribunali territoriali di secondo grado
- terzo grado: a partire dal terzo grado di giudizio il ricorso alla Rota diventa obbligatorio.

Le cause di nullità matrimoniale costituiscono la stragrande maggioranza (ma non la totalità) delle cause discusse presso i tribunali ecclesiastici e presso la Rota.

## Confronto tra dichiarazione di nullità canonica e divorzio civile (e annullamento civile)
La dichiarazione di nullità è diversa dal divorzio del diritto civile: il divorzio riconosce la validità del precedente matrimonio, ne stabilisce la fine e gli obblighi verso il coniuge più debole; la dichiarazione di nullità, invece, sancisce che (a livello giuridico) il matrimonio precedente non c'è mai stato (non annullato, bensì nullo ab initio) e quindi non sussistono obblighi a protezione del coniuge più debole. Maggiori somiglianze ci sono tra la dichiarazione di nullità del diritto canonico e l'annullamento del matrimonio del diritto civile: i motivi e le cause di queste due procedure sono però diversi.

## Riforme del 2015
Il processo canonico per la dichiarazione di nullità del matrimonio è stato riformato nel 2015 dalle due lettere apostoliche Mitis Iudex Dominus Iesus e Mitis et Misericors Iesu, promulgate da papa Francesco in forma di motu proprio il 15 agosto 2015, e pubblicate l'8 settembre. Fra le varie novità introdotte, è prevista la possibilità di ammettere due giudici laici nel collegio giudicante, fermo restando che il preside del tribunale debba essere un chierico (laddove in precedenza la composizione era riservata a dei chierici con al massimo un laico dispensato dalla conferenza episcopale nazionale): laddove non sia possibile costituire un collegio giudicante, il cui preside è il Vescovo diocesano, la causa può essere decisa anche da un unico preside chierico.
Prima del 2015, il foro competente era solo quello della parte che citava in giudizio. I tribunali avevano sede tipicamente nei capoluoghi di regione. L'istituzione dei Tribunali diocesani e Inter diocesani ha avvicinato la giustizia ecclesiastica alle parti contendenti, riducendo i costi materiali dei processi canonici. Dal punto di vista cristiano, sebbene la consacrazione episcopale conferisca teoricamente ai vescovi il carisma certo di verità (v. infallibilità della Chiesa), vale a dire la capacità di accertare ciò che è vero e giusto, il doppio esame dei testimoni è delle risultanze scritte serviva a tutelare gli sposi dal rischio di possibili errori che gravano sulla loro salvezza eterna. 
Prima del 2015 erano necessari due sentenze favorevoli da parte di due tribunali ecclesiastici aventi sede in città diverse; dopo la riforma, è diventata efficace da subito la sentenza di primo grado, contro la quale esiste diritto di appello. Solo in quest'ultima eventualità, continua a essere necessaria una duplice declaratoria di nullità da parte di due tribunali ecclesiastici indipendenti. 
In casi di nullità auto evidente, il Vescovo diocesano può chiudere il procedimento in sei mesi.